# (4866) Badillo
(4866) Badillo (1988 VB3) – planetoida z grupy pasa głównego asteroid okrążająca Słońce w ciągu 5,2 lat w średniej odległości 3 j.a. Odkryta 10 listopada 1988 roku.